# Czołgi Białej Armii

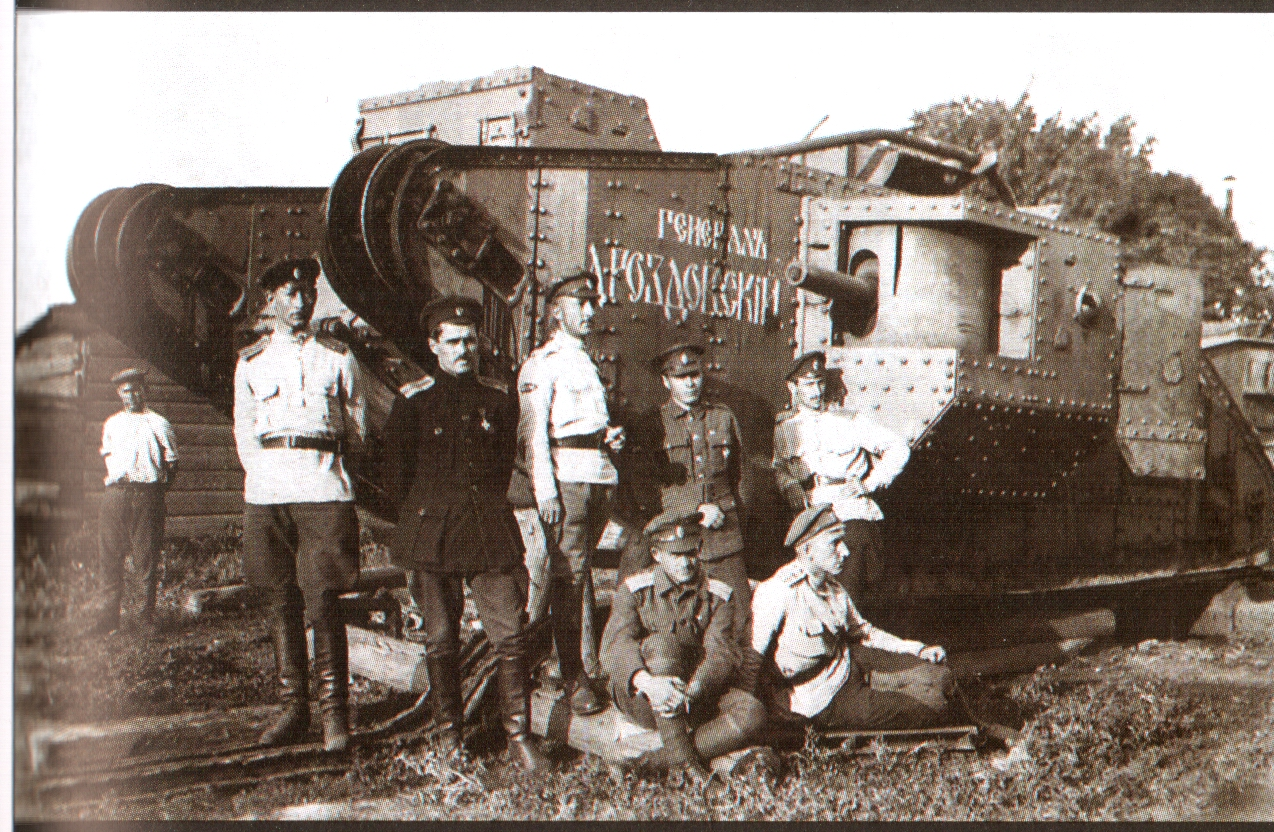
Brytyjski czołg Mark V jako czołg Białej Armii „Generał Drozdowski” wraz z załogą

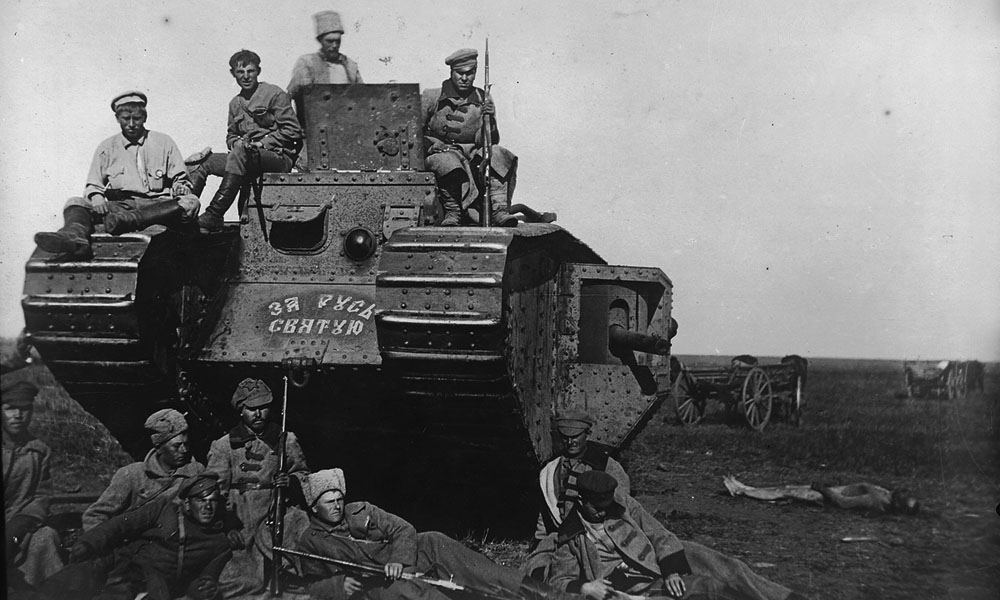
Brytyjski czołg Mark V należący do Białej Armii zdobyty przez 51 Dywizję Strzelecką Armii Czerwonej w bitwie pod Kachowką 14 października 1920

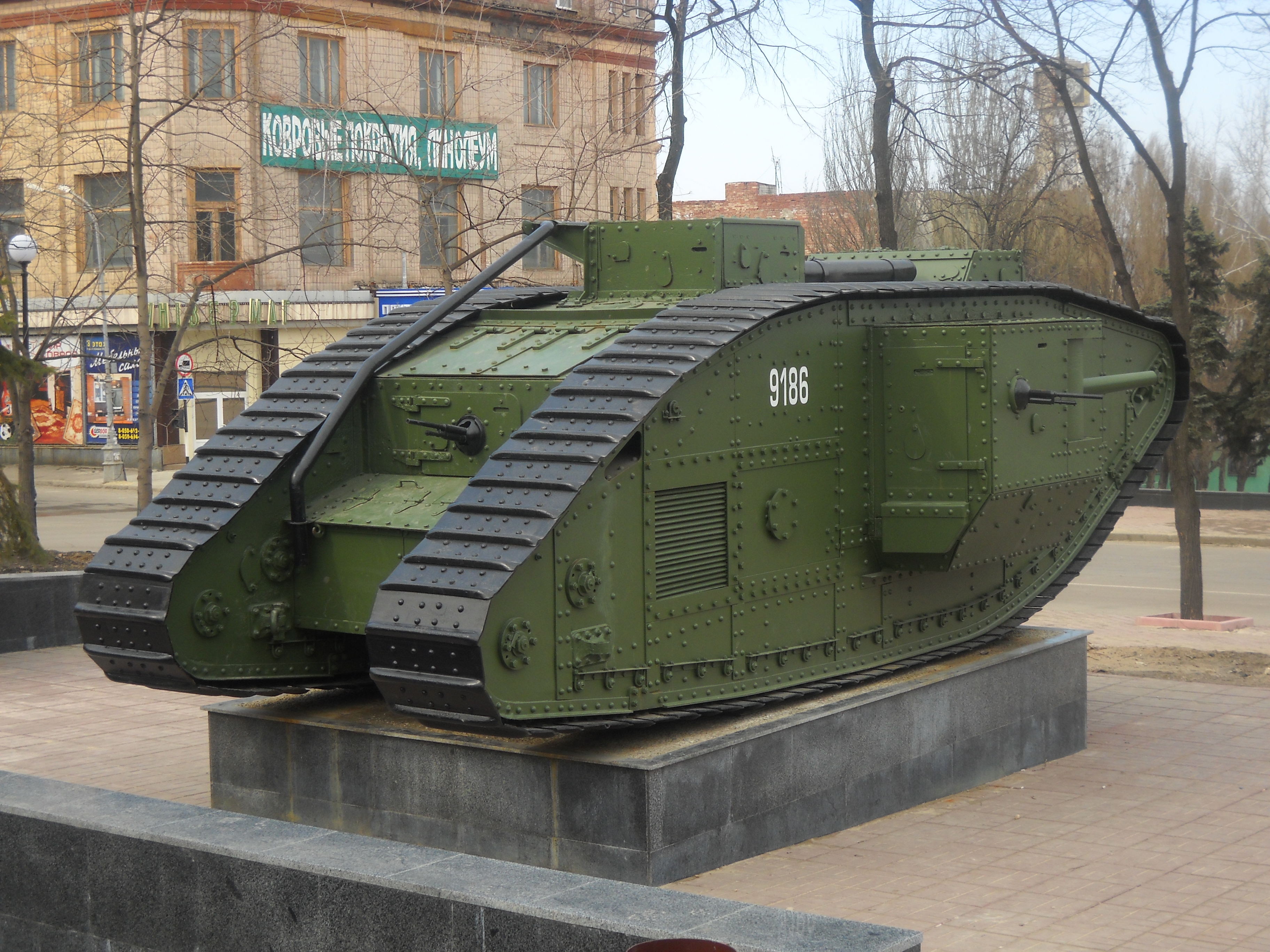
Czołg „Śmiały” (model Mark V) – Ługańsk, wygląd współczesny

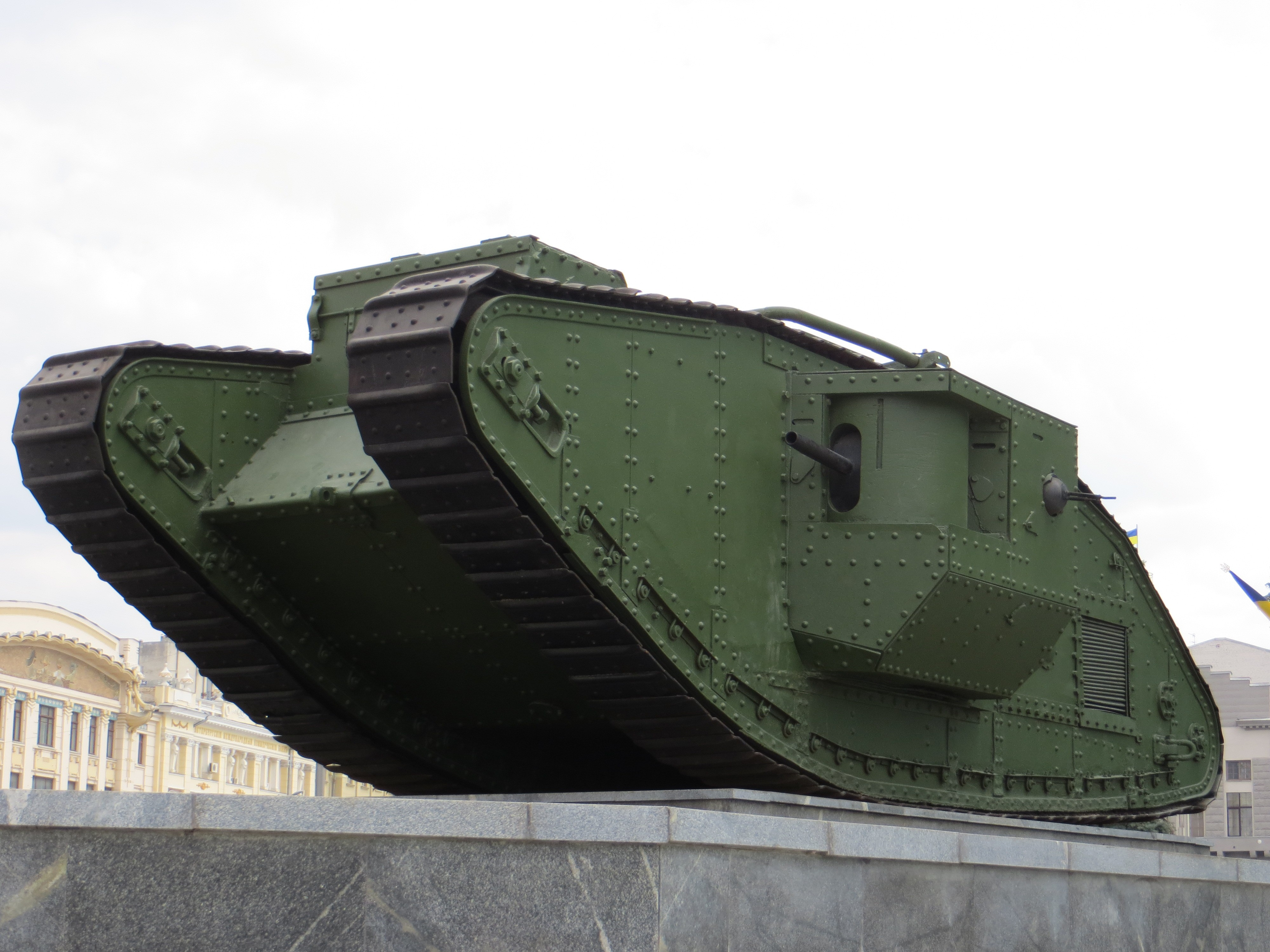
Jeden z czołgów Armii Rosyjskiej Wrangla. Plac Konstytucji w Charkowie, wygląd współczesny

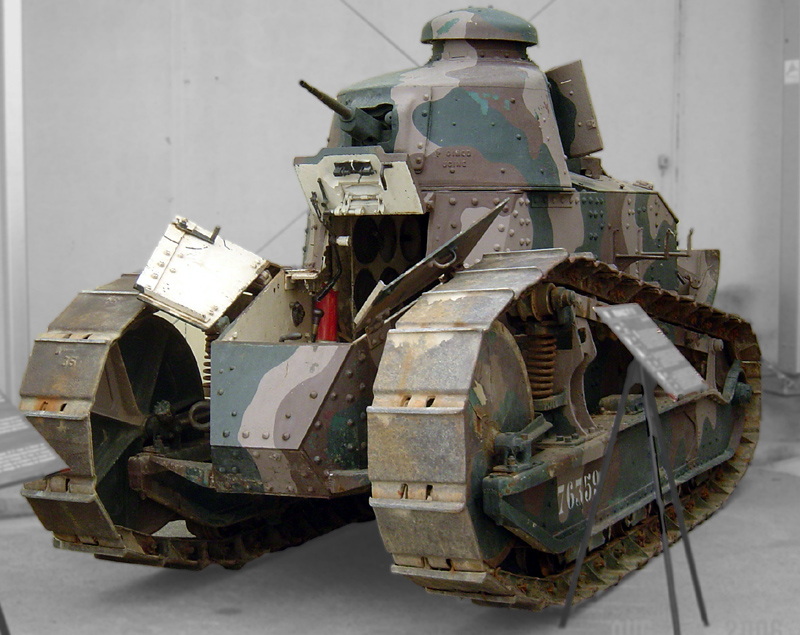
Francuski czołg Renault FT stanowiący wyposażenie w dodatkowym plutonie czołgów dywizjonu armii Wrangla

Czołgi Białej Armii – historia czołgów używanych przez wojska Białej Armii, podczas wojny domowej w Rosji w latach 1917–1923. Większość czołgów była produkcji brytyjskiej i francuskiej. Czołgi używane były głównie w operacjach wojskowych przeciwko Armii Czerwonej.

## Historia
Pierwsze czołgi na polach bitew podczas rosyjskiej wojny domowej zostały użyte 13 kwietnia 1919, kiedy do miasta Batumi przybył brytyjski Królewski Korpus Pancerny pod dowództwem majora H. McMikinga. Dostarczone zostały tam pierwsze 6 czołgów typu Mark V i 6 Mark A („Whippet”). Następnie czołgi zostały przydzielone Siłom Zbrojnym Południa Rosji. Pod koniec kwietnia 1919 roku korpus brytyjsko-francuski założył szkołę oficerską, której celem było szkolenie białogwardzistów. W okresie od czerwca do grudnia wyszkolono około 200 oficerów-czołgistów.

## 1 Dywizjon Czołgów Sił Zbrojnych Południa Rosji
Po dostarczeniu czołgów i wyszkoleniu czołgistów 29 kwietnia 1919 Siły Zbrojne Południa Rosji utworzyły 1 Dywizjon Czołgów, składający się z 4 jednostek po 4 czołgi w każdej. I i III jednostka wyposażone zostały w modele Mark V, uzbrojone w armaty kalibru 57 mm i lekkie karabiny maszynowe. II i IV jednostka otrzymały modele Mark A – mające na uzbrojeniu tylko lekkie karabiny maszynowe. Na początku maja 1919 dywizjon czołgów został wysłany na front, gdzie wspomagał piechotę Armii Ochotniczej. W maju dywizjon wziął udział w bitwie o Donbas, w walkach na stacjach: Chanżonkow – Jasynuwata – Popasna. Na początku czerwca dywizjon został przerzucony pod Carycyn. Czołgi znacząco przyczyniły się do sukcesu szturmu białych na Carycyn 30 czerwca 1919 roku.

## Armia Rosyjska Wrangla
Po klęskach odniesionych na przełomie 1919–1920 Siły Zbrojne Południa Rosji ewakuowały się z Noworosyjska na Krym. 4 kwietnia 1920 generał Anton Denikin przekazał obowiązki głównodowodzącego generałowi baronowi Piotrowi Wranglowi. Nastąpiło przeorganizowanie wojsk, a w maju 1920 utworzono 1 Dywizjon Czołgów pod dowództwem pułkownika Boczarowa. I i III oddział otrzymał po 6 czołgów typu Mark V, a oddziały II i IV po 4 czołgi typu Mark A. Dodatkowo do oddziału dołączono jeszcze 2 francuskie czołgi lekkie typu Renault FT, dywizjon łącznie liczył więc 22 pojazdy pancerne. Baza dywizjonu mieściła się w Sewastopolu.

### Skład1 Dywizjonu Czołgów Armii Rosyjskiej Wrangla
- I Oddział (6 czołgów Mark V, działa kalibru 57 mm):
  - „Generał Słaszczow”
  - „Wierny”
  - „Groźny”
  - „Śmiały”
  - „Bohater Rosji”
  - „Wielka Rosja”
- II Oddział (4 czołgi Mark A „Whippet”):
  - „Tygrys”
  - „Stiepniak”
  - „Sfinks”
  - „Krokodyl” (później „Sibirak”), działko Hotchkiss 37 mm
- III Oddział (6 czołgów Mark V, działa kalibru 57 mm i 27 karabinów maszynowych Hotchkiss):
  - „Feldmarszałek Kutuzow”
  - „Generalissimus Suworow”
  - „Generał Skobielew”
  - „Feldmarszałek Potiomkin”
  - „Za Świętą Rosję”
  - „Za Wiarę i Ojczyznę”
- IV Oddział (4 czołgi Mark A „Whippet”):
  - „Generał Wrangel”
  - „Sadko”
  - „Generał Szkuro”
  - „Uraliec”
- Dodatkowy jeden pluton czołgów francuskich (2 czołgi Renault FT):
  - „Szary”
  - „Skromny”

## Armia Północno-Zachodnia
Uderzeniowy batalion czołgów Armii Północno-Zachodniej został utworzony w sierpniu 1919. W październiku dowódcą batalionu został pułkownik Chomutow, zaś w grudniu 1919 nowym dowódcą został kapitan pierwszej rangi Sziszko. Batalion był niezależną częścią Armii Północno-Zachodniej. Na początku października 1919 batalion liczył 6 czołgów i 350 żołnierzy. W grudniu 1919 w batalionie służyło 56 oficerów.

## Czołgi Białej Armii jako pomniki

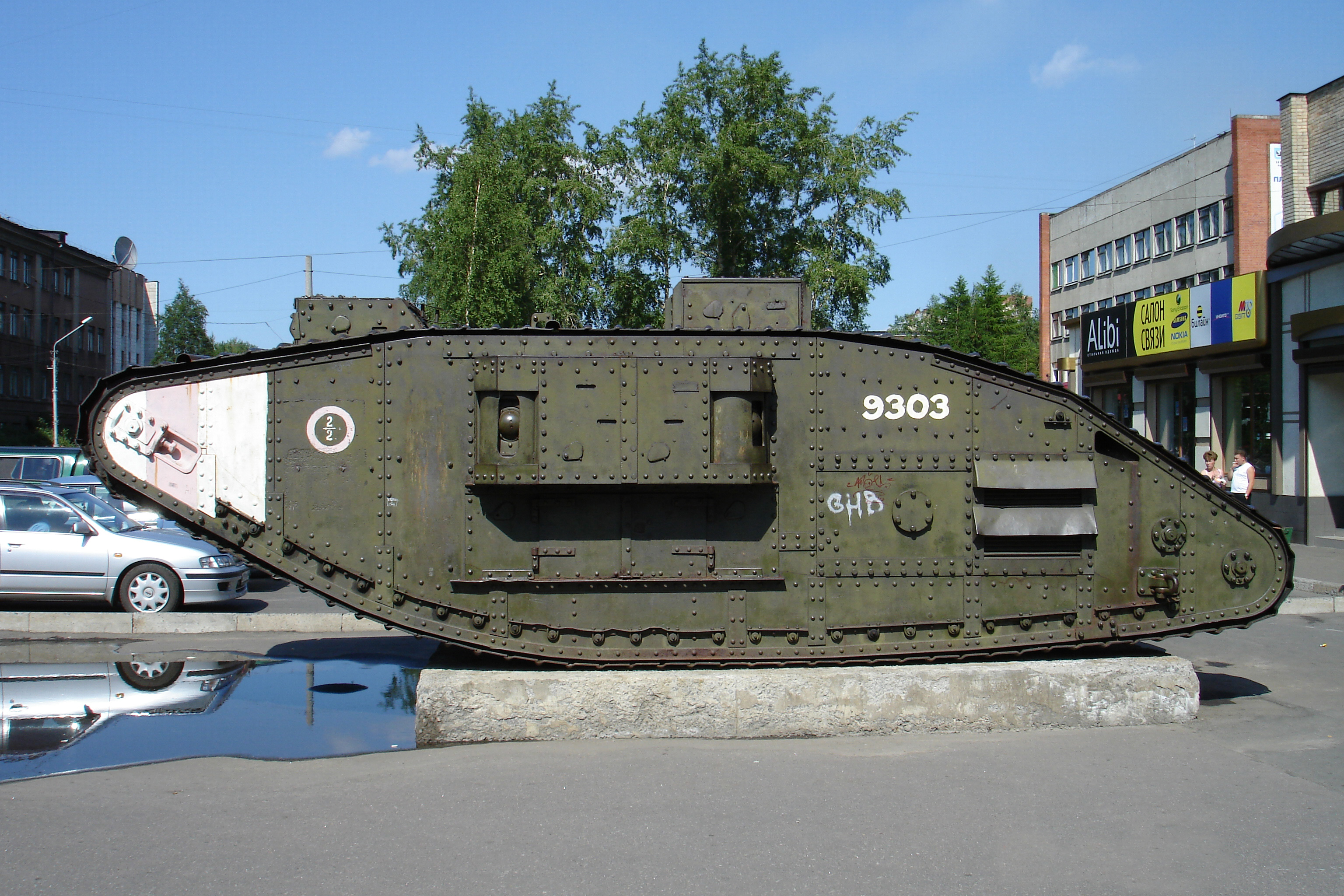
Brytyjski czołg Mark V w Archangielsku – wygląd współczesny

Do dziś w niektórych miastach Rosji i Ukrainy stoją czołgi-pomniki. W 1938 na rozkaz Ludowego Komisarza Obrony ZSRR Klimienta Woroszyłowa wystawiono 4 pomniki-trofea Armii Czerwonej z czasów rosyjskiej wojny domowej.
W Ługańsku stoją dwa czołgi-pomniki o numerach seryjnych 9186 i 9344. W Archangielsku wystawiono jeden czołg-pomnik o numerze 9303. Kolejnymi są czołgi w Charkowie na Placu Konstytucji i Kubince w Muzeum Czołgów, jednakże numery seryjne tych ostatnich nie są znane.